# Poșaga
Poșaga é uma comuna romena localizada no distrito de Alba, na região histórica da Transilvânia. A comuna possui uma área de 136.28 km² e sua população era de 1302 habitantes segundo o censo de 2007.